# Die Macht der Gefühle
Die Macht der Gefühle ist ein Episodenfilm aus dem Jahre 1983, in dem unterschiedliche Szenen montageartig nebeneinander stehen. Eine zentrale Rolle spielt Hannelore Hoger als Angeklagte. Zahlreiche Bezüge zu früheren Kluge-Filmen sind versteckt vorhanden. Der Titel zielt vor allem auf die Oper, die Kluge als „Kraftwerk der Gefühle“ bezeichnet. Diesen Ausdruck übernahm er von seinem Freund Werner Schroeter.

## Inhalt
In der für ihn typischen Form der Bild- und Toncollage zeigt Kluge in mehr als 20 kleinen Geschichten die Macht und die Wirkung der Gefühle und ihre Organisation durch den Verstand. Als wichtigstes Beispiel für die Welt der Gefühle in einer kalten und rationalen Umgebung (bei Kluge die Stadt Frankfurt/Main) dient ihm die Kunstform der Oper, die er als "Kraftwerk der Gefühle" bezeichnet und in der die Gefühle oft übersteigert aufgezeigt werden. Kluge zeigt aber nicht nur eine mögliche Utopie, nämlich die positiv wirkende Organisation der Gefühle, sondern er stellt auch ihren negativen Einfluss auf menschliche Entscheidungen in Frage. Um im Zuschauer ein Interesse für diese Entscheidung zu wecken, will Kluge den Verstand des Betrachters schärfen, indem er die Dialektik menschlichen, durch die Gefühle gesteuerten Verhaltens aufzeigt. Dazu benutzt er Dokumentarmaterial, Kurzspielszenen, Ausschnitte aus alten Spielfilmen, Opernzitate, kommentierende Reflexionen und Zwischentitel. Die einzelnen Episoden sind zumeist in sich abgeschlossen, manche werden später aber auch wieder aufgenommen. Trotz einer bei Kluge fast ungewohnten Leichtigkeit ist sein Film wegen seiner intellektuellen und spielerischen Variation nur schwer zugänglich und setzt beim Betrachter eine große Bereitschaft voraus, sich auf das Problem der sowohl produktiv als auch destruktiv wirkenden Gefühle einzulassen.
(Quelle: Fischer Film Almanach 1984, Fischer TB Verlag, Frankfurt/Main, 1984)

## Kritik
„Ein an Ideen, Details und Assoziationen reicher Collage-Film, der mittels Spielszenen, dokumentarischer Bilder, Archivmaterial und Anleihen bei der Opernmusik Erkenntnisse über menschliche Gefühle, ihre zerstörerischen und schöpferischen Fähigkeiten formuliert. Durch den Versuch, Zeit als eine neue Erfahrung greifbar zu machen, werden Zusammenhänge zwischen Alltäglichem, Mythen und Politik sichtbar. Kein leicht zugänglicher, jedoch intellektuell anregender Film, der zum Verständnis der Kombinationsbereitschaft des Zuschauers bedarf.“

## Auszeichnungen
Alexander Kluge gewann den FIPRESCI-Preis 1983 in Venedig.